# Народно позориште у Прагу
Народно позориште у Прагу (чеш. Národní divadlo)  је познато као alma mater чешке опере и као национални споменик чешке историје и уметности.
Народно позориште спада у најзначајније чешке културне институције, са богатом уметничком традицијом, која је помогла да се очувају и развију најважније одлике нације - чешки језик и осећај за чешки музички и драмски начин размишљања.
Данас се Народно позориште састоји од три уметничка ансамбла: опере, балета и драме. Наизменично се изводе у историјским зградама Народног позоришта, у Градском позоришту (Stavovské divadlo) и у Позоришту Коловрат (Kolowrat divadlo). Сва три уметничка ансамбла бирају свој репертоар из класичног репертоара, као и од савремених аутора.

## Почетни пројекат и изградња, 1844. до 1881.
Камен темељац Народног позоришта постављен је 16. маја 1868. године, али идеја о изградњи позоришта датира још од јесени 1844. године са скупова родољуба у Прагу. Захтев је поднео Франтишек Палацки Покрајинском комитету Чешке скупштине 29. јануара 1845. године, захтевајући „привилегију изградње, опремања, одржавања и управљања“ независног чешког позоришта. Пријава је одобрена у априлу 1845. године, али тек шест година касније - у априлу 1851. - Друштво за оснивање Чешког народног позоришта у Прагу упутило је први јавни апел за покретање сакупљања средстава. Годину дана касније приход је отишао у куповину земљишта некадашње солане на површини од непуних 11 хектара којим је одређено величанствено место позоришта на обали реке Влтаве, окренуто према панорами Прашког дворца, али истовремено ограничен простор и трапезни облик представљали су изазовне проблеме дизајнерима зграде.
Доба вон Баховог апсолутизма зауставило је припреме за предвиђено позориште и подржало концепт скромне привремене зграде, која је подигнута на јужној страни парцеле према плановима архитекте Војтеха Ињаца Улмана и отворена 18. новембра 1862. године. Зграда Привременог позоришта постала је саставни део коначне верзије Народног позоришта; његова спољашња облога видљива је и данас у  задњем делу зграде, а унутрашњи изглед је уклоњен тек након најновије реконструкције Народног позоришта 1977 - 1983.
Истовремено са реализацијом овог минималног програма који су потврдили Ф.Л.Ригер и Покрајински комитет, млади прогресивни заговорници оригиналног амбициозног концепта зграде (Сладковски, Тирш, Неруда, Халек) покренули су офанзиву. Они су 1865. године стекли водеће положаје у Друштву и затражили од 33-годишњег професора грађевинског инжењерства на Прашком техничком факултету, архитекте Јосефа Зитека, да направи пројекат Националног позоришта. Он је победио на конкурсу и 1867. започели су грађевински радови. 
16. маја 1868. положен је камен темељац, а у новембру су довршени темељи. 1875. године нова зграда је достигла пуну висину, а 1877. године позориште је прекривено. Од 1873. у току је  био конкурс за унутрашње уређење зграде, чији је сценарио разрадила посебна комисија под вођством Сладковског. С једне стране, теме су биле у духу неоренесансног концепта класичне зграде. С друге стране, били су инспирисани тренутним одушевљењем словенском митологијом и причама "Рукописа" (Rukopis královédvorský и Rukopis zelenohorský); оба ова концепта су се заснивала на сликамаЈосефа Манеса и повезана су савременим стилом романтичног пејзажног сликарства (такође повезаним са чешком историјом). Они су пружили основну идеологију која је водила уметнички израз, а која се данас описује као уметност генерације Народног позоришта.
Позориште украшава Трига (Квадрига са три коња) и 10 спољашњих алегоријских скулптура Бохуслава Шнирха, 10 спољашњих скулптура Антонина Вагнера, камене фигуре Макса Вериха и скулптуре преко предњег дела позорнице од Шнирха.

### Свечано отварање
Народно позориште отворено је први пут 11. јуна 1881. у част посете престолонаследника аустријског принца Рудолфа. Опера Беджиха Сметане Либуше имала је своју светску премијеру у режији Адолфа Чеха. Након тога приказано је још 11 представа. Тада је позориште затворено како би се омогућило завршавање финалних детаља. Док је овај посао био у току, 12. августа 1881. избио је пожар, који је уништио бакарну куполу, аудиторијум и позорницу.
Пожар је доживљен као национална катастрофа и изазвао је снажан талас одлучности да се предузме нова акција сакупљања новца: за 47 дана прикупљено је милион гулдена. Тај национални ентузијазам, међутим, није одговарао закулисним биткама које су се распламсале након катастрофе. Архитекта Јосеф Зитек више није био активан, а његов ученик архитекта Јосеф Шулц позван је да обнови радове. Он је био тај који је заговарао проширење грађевине, укључујући и стамбени блок др Полака који се налазио иза зграде Привременог позоришта. Ову зграду је учинио делом Народног позоришта и истовремено донекле променио подручје аудиторијума како би побољшао видљивост. Међутим, он је с највећом осећајношћу узео у обзир стил Зитековог дизајна и тако је успео да споји три зграде разних архитеката и формира апсолутно јединство стила.

## Реконструкција и поновно отварање, 1883. до 1977.
Уметничка дела у ентеријеру радили су Миколаш Алеш и Франтишек Женишек. Зграда Народног позоришта отворена је 18. новембра 1883. године. Зграда, са савршеном техничком опремом (електрично осветљење, челична конструкција), служила је без икаквих опсежних модификација готово стотину година. Тек 1. априла 1977, након представе „Лантерн“ Јирашека, позориште је затворено на шест година.

## Додатна реконструкција, 1977. до 1983. и после
Архитекта Зденек Вавра постављен је да предузме  целокупне радове на реконструкцији. Овај пројекат је завршен да би се испунио важан рок, а то је био датум 100. годишњице отварања Народног позоришта: 18. новембар 1983. године. Тога дана позориште је поново предато публици представом Либуше Беджиха Сметане.
Историјска зграда, која је позната по својој лепој архитектури, такође садржи анекс модерног дизајна где су канцеларије и благајна. Данас она функционише као главна позорница три уметничка ансамбла Народног позоришта: драме, опере и балета.
1989. године генерални директор Народног позоришта, композитор Јиржи Пауер, отпуштен је са своје функције због своје подршке политици бивше комунистичке чехословачке владе. Пауер је 17. новембра 1989. затворио сво особље из националног театра и театра Сметана како би спречио чланове опере, балета и драме да поставе протестне представе. Након тронедељног штрајка, Пауера је заменио Иво Жидек.

## Менаџмент
У почетку је Народно позориште било подржано од стране приватног удружења појединаца са директором који је руководио његовим пословима у име удружења. Недостатак новца проузроковао је неке финансијске и уметничке тешкоће, али без дугорочне штете за раст или статус институције. 1900. године регионална влада није обновила уговор са удружењем које је управљало позориштем, а као резултат растућег незадовољства уметничким нивоима, Народно позориште је пребацило своје управљање на нову Националну позоришну компанију. Поред тога, већина људи повезаних са удружењем сматрана је конзервативним, док је нова компанија били либералнија, склонија свежим идејама.
Композитор Карел Коваровиц био је оперски режисер, а његов рад као диригента запажен је кроз побољшања у оркестру, хору и соло ансамблу. Такође је привукао водеће певаче у ансамбл, попут Карела Буриана (касније "вагнерског" тенора у Бајројту), Отакара Марака, Емила Полерта и Габриеле Хорватове. Након смрти Коваровица 1920. године, његову функцију преузео је Отакар Острчил, настављајући прогресивни уметнички правац и спроводећи темељну обнову позорница. Он је почео са првим извођењем Екскурзије господина Броучека, и поставио <i>Вочек</i> Албана Берга одмах након премијере, што је довело до скандала и претњи за његову смену.
Народним позориштем управља директор, и саветодавно тело Савета Народног позоришта. Саветодавни одбор има 11 до 13 чланова, које именује и разрешава директор.
У 2019. Национално позориште и Државна опера у Прагу били су место протеста и нереда од стране уметника и особља, укључујући отворено писмо у коме се жале на 'нетранспарентно' именовање Пер Боје Хансена за уметничког директора.

## Награда Комерчни банке
Комерчни банка је 4. маја 2005. године потписала споразум са Народним позориштем у Прагу да годишње одаје почаст најистакнутијим делима изведеним у Чешком народном позоришту у све три категорије - балет, драма и опера. Добитници награде КОБАНАДИ (КОБАНАДИ = КОмерчни БАнка + НАродни ДИвадло) добијају статуу коју је дизајнирао академик Јарослав Рона, и 100 000 чешких круна (око 4.000 евра од марта 2011). Прва церемонија одржана је 26. октобра 2006. године на бини Народног позоришта.